# Gyrostemon
Gyrostemon je rod xerofytních endemitických rostlin z Austrálie.

## Rozšíření
Gyrostemon je rozšířen po celém australském kontinentu. Vyskytuje se poměrně řídce a nahodile v suchých písčitých oblastech jak ve vnitrozemí, tak i poblíž mořského pobřeží. Lze jej nalézt v oblastech s teplotami mírného i tropického pásma.

## Popis
Rostliny mají tvar rozložitých keřů nebo nízkých stromů nepřesahující výšku 5 m. Přisedlé úzké vzpřímené listy vyrůstají na lodyhách střídavě, jsou většinou bez palistů. Jejich čepele s celistvými okraji jsou tvaru kuželovitého, obvejčitého nebo kopinatého, jsou rozpůlené jednou žilkou.
Jsou to ve většině případů rostliny dvoudomé, někdy se však vyskytují i jedinci s květy bisexuálními. Malé pravidelné cyklické květy jsou s listeny nebo bez, bývají přisedlé nebo stopkaté. Vyrůstají v paždí listů jednotlivě nebo vzácněji jsou sloučeny do řídkých klasnatých, eventuálně hroznovitých květenství. Květy mají 4 až 5 žlutých laločných kališních lístků seřazených v jednom přeslenu. Korunní lístky chybí. V samčím květu je 8, 12 nebo mnoho tyčinek s nitkami které jsou seřazeny do 1 až 5 přeslenů, pyl v podélně pukajících prašnících dozrává postupně dostředivě. V samičím květu je 1 až 33 plodolistů, stejný počet bývá i čnělek s bliznami. Gyneceum je apokarpní nebo synkarpní. Placentace je nákoutní. Opylování probíhá převážně větrem. Plody jsou poltivé, obsahují merikarpy (plůdky), pukají podél okrajů srostlých plodolistů.

## Význam
Hospodářský význam dřevin rodu Gyrostemon je minimální.

## Taxonomie
Rod Gyrostemon se dělí do 13 druhů:
- Gyrostemon australasicus (Moq.) Heimerl
- Gyrostemon brownii S. Moore
- Gyrostemon ditrigynus A. S. George
- Gyrostemon osmus Halford
- Gyrostemon prostratus A. S. George
- Gyrostemon racemiger H. Walter
- Gyrostemon ramulosus Desf.
- Gyrostemon reticulatus A. S. George
- Gyrostemon sessilis A. S. George
- Gyrostemon sheathii W. Fitzg.
- Gyrostemon subnudus (Nees) Baill
- Gyrostemon tepperi (F. Muell. ex H. Walter) A. S. George
- Gyrostemon thesioides (Hook. f.) A. S. George